# Canción de amor (bachata)
«Canción de Amor» es una canción de bachata del cantante Don Omar, desprendido de su álbum en vivo King of Kings: Live, publicado el 23 de octubre de 2007. Un vídeo fue grabado entre octubre y noviembre de 2007, siendo estrenado a finales del mismo año.

## Vídeo musical
El vídeo musical fue grabado en el Loew's Jersey Theater de Nueva Jersey, Estados Unidos, dirigido por Carlos Pérez en un formato 35mm, donde fue grabado aspectos tras bastidores del cantante y su equipo musical, previo a las prácticas de shows. Originalmente los planes del vídeo incluía la aparición de su pareja en ese tiempo, la periodista Jackie Guerrido, ya que parte de la composición fue inspirado en su relación.
Durante una entrevista al periódico Primera Hora, declaró que era importante dar algo de privacidad a su relación. Una de las razones para este cambio fueron relacionadas con un escándalo mediático reciente, tras haber sido acusado de infidelidad en el programa Al rojo vivo por una prostituta de Argentina.

## Posicionamiento en listas
| Listas (2008)                         | Mejor posición |
| ------------------------------------- | -------------- |
| Estados Unidos (Hot Latin Songs)      | 39             |
| Estados Unidos (Latin Rhythm Airplay) | 10             |
| Estados Unidos (Tropical Airplay)     | 28             |

| Listas (2008)                         | Posición |
| ------------------------------------- | -------- |
| Estados Unidos (Latin Rhythm Airplay) | 15       |